# الرحلة (قصة قصيرة)

الرحلة (قصة قصيرة) يوسف إدريس

الرحلة قصة قصيرة للكاتب الراحل الدكتور يوسف إدريس (1927 - 1991) نشرتها صحيفة «الأهرام» في شهر يوليو 1970، وصدرت بعد ذلك ضمن مجموعة القصص «بيت من لحم» عام 1971، كما تضمنها كتاب «القصص القصيرة - يوسف إدريس - الجزء الأول».

## علاقة إدريس وعبد الناصر والرحلة
أصدرت صحيفة الأهرام ملحقاً احتفالاً بمرور 50 عامًا على وفاة جمال عبد الناصر، وجاء ذكر قصة الكاتب يوسف إدريس «الرحلة» حيث كتبت: «ربما تُفصح القصة عن علاقة الحب الشديدة بين يوسف إدريس والرئيس جمال عبد الناصر، وتحكي كيف تحول هذا الحب، بعد ذلك، إلى إحباط، وعدم توافق، وأزمة كبرى، وذلك حينما يقول إدريس في قصته:» لقد تركتك..عامدًا في الطريق، تركتك في العربة نفسها، تركتك وتركتها لك قبرًا ولحدًا، وها أنذا أكمل وحدي، وعلى قدميَّ أسير، حزين للفراق تمامًا، ولكن، وهذا المؤلم، سعيد بالخلاص منك، سعيد أني تركتك، وتركت العربة لك«. القصة تشير بالإيحاء إلى العديد من صفات الرئيس جمال عبد الناصر، مثل الطول، والشعر، والشارب، والأنف الطويل المميز».

## ملخص القصة
تبدأ قصة «الرحلة» باستعدادات غريبة لرحلة غير معروفة الجهة يقوم بها شخصيتين لن يتعرف القارئ على هويتهم حتى منتصف القصة ليُترك المتلقي محاولاً فك الشفرة، وليكتشف بعد ذلك أنهما أب وابنه، ولكن الغريب في هذه القصة أن الابن فقط هو المحور من حيث السرد والأفعال والكلام حتى بالنيابة عن سائر الشخصيات في القصة. تنطلق بهما السيارة، والابن لا يتوقف عن الحديث لأبيه ليكتشف القارئ أن الأب كان ميتاً، ولا يعرف سبب ذلك، وفي النهاية يترك الابن العربة لأبيه قبراً ويسير هو على قدميه؛ إذ لم يعد يطيق رائحته الخانقة في السيارة.. من أجل إستكمال الرحلة وحده.
القصة مكتوبة بضمير المتكلم، الذي يروي الأحداث، ويتحدث أحياناً مع أشخاص خارج السيارة كما تحدث إلى الشرطي الذي يطلب تراخيص وأوراق السيارة ومن في السيارة، فيجيب الابن: «نعم يا سيدي، البطاقات؟ هذه بطاقتي، وهذه رخصة قيادتي. من هذا؟ أين بطاقته؟ أنا بطاقته. ألا ترى أنفي من أنفه.. شكراً يا سيدي العسكري، شكرا لك!».
«أنت وأنا ومن بعدنا الطوفان... ما أكثر ما حملتني وأنا صاحٍ مدعي النوم فقط كي تحملني، كي أحس أني على كتفك أنت استقر وأن ذراعك هي التي تحوطني وأني أشعر بالأمان، أحلى وأعذب وأمتع أمان... هكذا رأيتك مئات المرات تفعل وهكذا أحببت كل ما تفعل. كل ما أصبح لك عادة، حتى كل ما يصدر كنزوة».
«تعرف أنها ليست المرة الأولى التي أجلستك في عربتي وأسوق أنا، ليست المرة الأولى لننفرد فيها معا، ولكنك لا تعرف أنني هذه المرة أحس بحق أني لأول مرة ربما أكون معك.. بكل كياني معك ولك، بكل كيانك لي ومعي... الآن لا شريك لك فيَّ ولا شريك لي فيك، أنت لي تماماً كما أنا لك.. والأجمل - تصور - سنظل هكذا إلى الأبد... تطابقنا».
«لماذا تمنيت في لحظات أن تموت لأتحرر؟ مستحيل أكون نفس شخصي الآن الذي يدرك أنه حر الحرية الكاملة بوجودك معه إلى جواره، موافقاً على كل ما يفعل... الآن أنا في حاجة إلى سيجارة. ألا تلاحظ أننا لا نختلف، وأنك لأول مرة توافق أن أدخن أمامك؟ لماذا كنا نختلف؟ لماذا كنت تصرّ وتلح أن أتنازل عن رأيي وأقبل رأيك... لست مريضاً هذه المرة وأستصحبك كالعادة إلى طبيب، ولسنا في طريقنا لزيارة أقارب مملين، فليظل الأمر إذن سرا بيني وبينك».
«فلكم أحب أن ابتسم لك وأسمع، المارش والفتيس والأول.. العربة تنطلق. الثاني.. غادرنا الشارع... الناس محيط، العربة جزيرتنا، العيون تنصب كزواحف ديناصورية رهيبة تقتحم الجزيرة، تملؤها، تغرقنا، تلتهمنا».
يمر الابن السائق والأب الميت بمحطة البنزين، وأيضا يصادفهم شرطياً، ويقول الابن: «تصور!  السافل يظن أن معنا ميتاً في حين ليس معي سواك. أمؤامرة هي بين رجل البوليس وعامل البنزين، مؤامرة طولها مائة كيلو متر؟ لقد خدعناهم جميعا.. أليس كذلك؟ ... هذه المدينة فقدت عقلها. أنى نذهب يفتح الناس أفواههم خلفنا دهشة، ويمدون عيونهم إلى آخر المدى يبصرون. قبل أن نصلهم أنوفهم تستنشق الهواء البعيد وتتشمم. بعد أن نغادرهم يسرعون خلفنا يصرخون.. الجثة! تصور يريدونك أنت الحي جثة يدفنونها. مستحيل يقتلونني قبل أن يأخذوك».
«أنت لا تعرف كيف تسوق، أنت من جيل القطار.. القطار الذي لا خيار فيه، لا تختار إلا عبوديتك، أنا من جيل العربة، الحرية عربة، الرأي عربة، وحدك تحدد متى وأين ... وها نحن نطير، وبالعربة وبك أطير، أُلامس الأرض وأطير، أتلوى جذلاً وأسوق ... طبعا أنت لا تريد أن تعرف إلى أين!، متعتك الكبرى مثل متعتي أن تفاجأ أنك لا تعرف، المعرفة قيد».
تشتد الرائحة العفنة، وتجبر الابن على ترك السيارة بالميت ويقول: «سعيد حتى أني على أقدامي أسير، وأستنشق الهواء، الهواء النقي الذي ليس فيه أبدأ تلك الرائحة الملعونة الغالية ... رائحتك ... أنت أنا .. أنت تاريخي، وأنا مجرد حاضرك .. والمستقبل كله لنا ... لم يعد هناك مناص، إما حياتي أو موتك. لم يعد هناك مناص، لابد أ تنتهي أنت لأبدأ أنا».
يقول الابن في النهاية: «ولقد تركتك .. عامداً في الطريق تركتك .. في العربة نفسها تركتك، وتركتها لك قبراً ولحداً. وهأنذا أكملها وحدي وعلى قدمي أسير، حزين للفراق تماما، ولكن المؤلم سعيد بالخلاص منك، سعيد أني تركتك وتركت العربة لك».  

## النقد والتحليل
كتبت الدكتورة عبير سلامة: «يخاطب سارد قصة (الرحلة) في نهايتها أباه قائلا:» لا مفر، إما حياتى أو موتك، لابد أن تنتهى أنت لأبدأ أنا«، ثم يتخلص من جثته في العربة / الحرية، ويغادره سعيدا مستريحا، لأنه يستنشق هواء نقيا ليست فيه أبدا» تلك الرائحة الملعونة الغالية«رائحة أبيه. ربط جميع من تناولوا (الرحلة) نقديا الرمز فيها بشخصية الرئيس جمال عبد الناصر، وهي قصة نبوءية مبهرة، ليس لأن عبد الناصر مات بالفعل بعدها بعدة أشهر فحسب، لكن لأن محاولة التخلص من رائحته بدأت بعد موته واستمرت إلى اليوم، دون يأس ممن يحاولون، ودون أن تتبدد الرائحة الغالية، وسواء كان الموت المتخيل لعبد الناصر تكئة لتصفية حساب الرحلة الروحية ليوسف إدريس مع القائد، أو كانت الرائحة المنتشرة سخرية من الوجود الكلى الطاغى للزعيم، أو كانت الجثة هي حالة مصر بعد هزيمة 1967، فإن القصة الولود تسمح بأن نضيف تفسيرا يرى الأب الميت فيها رمزا لسلطة الأنظمة الذهنية العرفية للماضي على الحاضر المتغير، أنظمة صلبة يخلخلها التطور بشدة ولا تنهار، بل تبقى قائدة للفكر رغم ما تكشف من فسادها، وعدم ضرورتها لاستمرار المجتمع وتماسكه. مر المجتمع المصرى في فترة النشاط الإبداعى ليوسف إدريس - الخمسينيات والستينيات - بمنحنى تغير حاد، اجتماعيا وسياسيا، مما قاد إلى بزوغ حركة رفض لجميع الأطر الموروثة التي تحاول الإيهام بديمومتها وهي في الحقيقة مؤقتة قابلة للزوال، فقط لو تمت مواجهتها باختراق الهالة القدسية المزيفة التي تتخفى بها، وبقهر التعلق العاطفى غير المؤيد من ثقة العقل، وفتنت هذه الفكرة على ما يبدو إدريس، فعاودته على فترات في كثير من القصص، لكن أفضل ظهور لها كان في (الرحلة)، وفي قصة (الخدعة)».
كتب الكاتب عبد الله السناوي على موقع صحيفة الشروق 27 سبتمبر 2018: «تبدو قصة» الرحلة«ليوسف إدريس نبوءة غير قابلة للتصديق.. حيث توقع رحيل عبد الناصر قبل موعده بثلاثة أشهر كأنه يقرأ من كتاب مفتوح ... بشيء أقرب إلى المناجاة والتوحد مع شخص لا يقول من هو يأخذه في رحلة عبر سيارة تمضي بلا عودة، بإيقاع متدفق تستبين رائحة الموت في السيارة قبل أن يُفصح الراوى بنوع من التورية عمن يقصد، إنه الرئيس» جمال عبد الناصر«، حيث كتب» وداعًا يا سيدى يا ذا الأنف الطويل وداعًا«... لم يكن» يوسف إدريس«، على صلة وثيقة بمجريات الأمور خلف كواليس الحكم حتى يتسنى له أن يعرف مدى خطورة ما يتعرض له الرئيس من مصاعب صحية، أو أنه أصيب بأزمة قلبية أولى أثناء حرب الاستنزاف إثرغارة إسرائيلية على منطقة الزعفرانة، تمكنت من الوصول إلى رادارات حديثة وقتل خلالها خمسة جنود وبعض المدنيين المصريين، أو أنه يعانى من آلام في العظام استدعت علاجه في تسخالطوبو الروسية ... إنه إلهام الأدب وروح التراجيديا التي تتوقع شيئًا ما غامضًا يحدث فجأة والتوحد مع بطله. بالتكوين السياسي لم يكن يوسف إدريس ناصريً، وبالتجربة الإنسانية فقد عارضه ودخل سجونه قبل أن يعاود النظر في تجربته ويدافع عنها بعد أن انقضى زمنه ... نصه القصصى يكشف مكنونات نفسه وما يخالجها من مشاعر متناقضة. ها هو يعترف بأنه تمنى أن يموت عبد الناصر حتى يتحرر ويجاهر بأنه كان يكرهه، فإذا به قرب ما استشعر أنها النهاية يتوحد معه ويعلن استعداده للقتال حتى لا يصلوا إليه. لم يكن يوسف إدريس وحده الذي انتابته تلك التحولات الحادة في المشاعر من الكراهية المقيتة إلى المحبة الغامرة ... سيظلّ ذو الوجهِ الكئيبِ وأنفُه ونيوبُه، وخطاه تنقر في حوائطنا الخراب، إلاّ إذا ... إلاّ إذا مات ... سيموت ذي الوجه الكئيب».
كتب جمال الدين طاهر على موقع جريدة شموس نيوز: "قد تكون هي رحلة الكاتب نفسه الذي استخدم ضمير المتكلم في حواره، وقد تكون حالة إجتماعية بحتة يعكس فيها خبايا النفس البشرية التي تحاول التخلص من ماضيها بكل ما فيه من سوء، وقد تكون انعكاس لحالة سياسية أراد الكاتب ان يلقى الضوء عليها بطريقة سردية مشوقة. على كل فالرحلة التي نحن بصدد الحديث عنها هي رحلة موت وقبر تحدد من اللحظة الأولى بشكل مبهم لينتهى بميلاد جديد.
المكان محدود عربة قديمة  تشبه كرسى الاعتراف أو سرير الطبيب النفسى حوار من طرف واحد، أعتراف، سرد لذكرى مؤلمة في بعضها ، متصارعة مع الذات القاصة في مجملها، الزمان متحرك داخل العربة إلى مجهول، ليس له وجهة معينة، لا يبحث عن مكان أو مأوى، لكن يبحث عن نفس ضائعة أنا ومن بعدى الطوفان تلك هي مقولة اليأس من الحياة ولكن لم يسأل الكاتب نفسه على من سيطا بقدميه ليرتقى فوق الطوفان ؟

## وصلات خارجية
https://gate.ahram.org.eg/News/2498214.aspx الرحلة (قصة قصيرة)
https://books-library.net/free-502733649-download الرحلة (قصة قصيرة)
https://www.hindawi.org/contributors/95064085/ الرحلة (قصة قصيرة)
https://www.youtube.com/watch?v=lewylntrEhg الرحلة (قصة قصيرة)
https://www.almasryalyoum.com/news/details/943848 الرحلة (قصة قصيرة)
https://www.almothaqaf.com/qadayaama/qadayama-09/59352----qq------------ الرحلة (قصة قصيرة)